# DDR-Skimeisterschaften 1976
Die 28. DDR-Skimeisterschaften fanden vom 18. bis 22. Februar 1976 im thüringischen Lauscha statt. In neun Entscheidungen der Nordischen Skidisziplinen Langlauf, Skispringen und Nordische Kombination, davon zwei Mannschaftswettbewerben, gingen ca. 180 Athleten an den Start. Noch am vorherigen Sonntag hatten Meisterschaftsteilnehmer um olympische Medaillen bei den Olympischen Winterspielen in Innsbruck gekämpft. Insgesamt holten die nordischen Skisportler der DDR jeweils zweimal Gold, Silber und Bronze. Alle diese Medaillengewinner waren auch in Lauscha am Start. Bereits kurz vor dem Jahreswechsel waren die Meister auf den Langstrecken ermittelt worden. Wegen Schneemangels wurden die ursprünglich geplanten Rennen über 50 km der Männer und 20 km der Frauen von Goldlauter-Heidersbach an das Skigelände um den Großen Beerberg bei Oberhof verlegt.

## Langlauf

### Männer

#### 15 km
Nach seiner deutlichen Niederlage über die 30 Kilometer konnte der Klingenthaler Gerd Heßler diesmal den Spieß umdrehen und verwies seinen Klubkameraden Gert-Dietmar Klause mit deutlichem Vorsprung auf den Silberrang. Gerhard Grimmer gewann in seinem letzten Einzelrennen bei DDR-Meisterschaften nochmals Bronze.
Datum: Sonnabend, 21. Februar 1976
| Platz | Sportler            | Mannschaft                | Zeit (h) |
| ----- | ------------------- | ------------------------- | -------- |
| 1     | Gerd Heßler         | SC Dynamo Klingenthal     | 46:11    |
| 2     | Gert-Dietmar Klause | SC Dynamo Klingenthal     | 47:00    |
| 3     | Gerhard Grimmer     | ASK Vorwärts Oberhof      | 47:09    |
| 4     | Jürgen Wolf         | SC Dynamo Klingenthal     | 47:16    |
| 5     | Schmidt             | SC Motor Zella-Mehlis     | 47:35    |
| 6     | Hartmut Freyer      | SC Traktor Oberwiesenthal | 47:51    |

#### 30 km
Nur fünf Tage nach dem Gewinn der Silbermedaille über die 50 Kilometer in Innsbruck konnte der Klingenthaler Gert-Dietmar Klause auch die erste Laufentscheidung der DDR-Meisterschaften für sich entscheiden. Mit 40 Sekunden Vorsprung verwies er seinen Klubkameraden Gerd Heßler auf den Silberrang. Der Oberwiesenthaler Hartmut Freyer konnte Bronze gewinnen.
Datum:Donnerstag, 19. Februar 1976
| Platz | Sportler            | Mannschaft                | Zeit (h) |
| ----- | ------------------- | ------------------------- | -------- |
| 1     | Gert-Dietmar Klause | SC Dynamo Klingenthal     | 1:40:19  |
| 2     | Gerd Heßler         | SC Dynamo Klingenthal     | 1:40:59  |
| 3     | Hartmut Freyer      | SC Traktor Oberwiesenthal | 1:42:17  |
| 4     | Volker Kunzmann     | SC Dynamo Klingenthal     | 1:45:26  |
| 5     | Frank Glöß          | SC Dynamo Klingenthal     | 1:45:54  |
| 6     | Rainer Paul         | SC Dynamo Klingenthal     | 1:45:57  |

#### 50 km
Die anspruchsvolle Strecke, die wegen Schneemangels auf das Areal um den Großen Beerberg verlegt wurde, sorgte mit ihrem Profil für große Zeitabstände. So gewann der Klingenthaler Gert-Dietmar Klause letztendlich mit über einer Minute Vorsprung das Rennen vor Gerd Heßler. Der gerade genesene Oberhofer Gerhard Grimmer belegte in der ersten Meisterschaftsentscheidung seiner letzten Wettkampfsaison den Bronzerang.
Datum:Donnerstag, 28. Dezember 1975
| Platz | Sportler            | Mannschaft                | Zeit (h) |
| ----- | ------------------- | ------------------------- | -------- |
| 1     | Gert-Dietmar Klause | SC Dynamo Klingenthal     | 2:39:59  |
| 2     | Gerd Heßler         | SC Dynamo Klingenthal     | 2:41:06  |
| 3     | Gerhard Grimmer     | ASK Vorwärts Oberhof      | 2:43:33  |
| 4     | Hartmut Freyer      | SC Traktor Oberwiesenthal | 2:45:50  |
| 5     | Dieter Meinel       | SC Dynamo Klingenthal     | 2:46:16  |
| 6     | Axel Lesser         | ASK Vorwärts Oberhof      | 2:46:52  |
| 7     | Axel Nordhaus       | ASK Vorwärts Oberhof      | 2:48:37  |
| 8     | Frank Spengler      | ASK Vorwärts Oberhof      | 2:49:10  |
| 9     | Arnd Krause         | ASK Vorwärts Oberhof      | 2:49:39  |
| 10    | Friedhelm Schmidt   | SC Motor Zella-Mehlis     | 2:50:08  |

#### 4 × 10-km-Staffel
Gegen die mit drei Olympiastartern gespickte Klingenthaler Staffel konnte die Oberhofer Staffel das Rennen eine Zeit lang offenhalten, musste sich am Ende aber mit 38 Sekunden Rückstand geschlagen geben. Die Bronzestaffel aus Zella-Mehlis hatte hingegen schon über dreieinhalb Minuten Rückstand.
Datum: Sonntag, 22. Februar 1976
| Platz | Mannschaft            | Sportler                                                 | Zeit (h) |
| ----- | --------------------- | -------------------------------------------------------- | -------- |
| 1     | SC Dynamo Klingenthal | Frank Glöß Jürgen Wolf Gerd Heßler Gert-Dietmar Klause   | 2:00:06  |
| 2     | ASK Vorwärts Oberhof  | Arnd Krause Gerhard Grimmer Axel Nordhaus Frank Spengler | 2:00:44  |
| 3     | SC Motor Zella-Mehlis | Siegfried Kautz Friedhelm Schmidt Frank Grüber Schlott   | 2:03:46  |

### Frauen

#### 5 km
Über die Sprintstrecke gab es haargenau dieselben Medaillengewinner wie über die 10-km-Strecke. Doch diesmal war der Zweikampf an der Spitze wesentlich spannender. Dazu trug bei, das Veronika Schmidt unmittelbar nach Barbara Petzold im üblichen 30-Sekunden-Abstand in die Spur ging. Petzold gelang es nie, diesen Abstand zu vergrößern, im Gegenteil. Im Ziel hatte Veronika Schmidt drei Sekunden Vorsprung herausgelaufen und konnte sich über ihren zweiten Meistertitel freuen.
Datum: Sonnabend, 21. Februar 1976
| Platz | Sportler             | Mannschaft                | Zeit (h) |  |
| ----- | -------------------- | ------------------------- | -------- |  |
| 1     | Veronika Schmidt     | SC Motor Zella-Mehlis     | 17:12    |  |
| 2     | Barbara Petzold      | SC Traktor Oberwiesenthal | 17:15    |  |
| 3     | Sigrun Krause        | ASK Oberhof               | 18:10    |  |
| 4     | Christel Meinel      | SC Dynamo Klingenthal     | 18:20    |  |
| 5     | Monika Debertshäuser | SC Dynamo Klingenthal     | 18:31    |  |
| 6     | Monika Hirscht       | SC Dynamo Klingenthal     | 18:39    |  |

#### 10 km
Ihren ersten Einzeltitel bei DDR-Meisterschaften konnte Veronika Schmidt vom SC Motor Zella-Mehlis feiern. Die Schlussläuferin der Bronzestaffel von Innsbruck verwies ihre Nationalmannschaftskollegin Barbara Petzold mit 35 Sekunden Vorsprung ziemlich deutlich auf den Silberrang. Sigrun Krause aus Oberhof holte Bronze.
Datum: Donnerstag, 19. Februar 1976
| Platz | Sportler             | Mannschaft                | Zeit (h) |
| ----- | -------------------- | ------------------------- | -------- |
| 1     | Veronika Schmidt     | SC Motor Zella-Mehlis     | 35:16,39 |
| 2     | Barbara Petzold      | SC Traktor Oberwiesenthal | 35:51,78 |
| 3     | Sigrun Krause        | ASK Oberhof               | 36:38,54 |
| 4     | Monika Debertshäuser | SC Dynamo Klingenthal     | 36:42,64 |
| 5     | Christel Meinel      | SC Dynamo Klingenthal     | 38:12,43 |
| 6     | Monika Hirscht       | SC Dynamo Klingenthal     | 38:28,43 |

#### 20 km
Im Feld von 25 Starterinnen entschied letztendlich die Oberhoferin Sigrun Krause etwas überraschend das Rennen mit über einer halben Minute Vorsprung für sich. Nach 1973 war das die erste Goldmedaille für Krause bei DDR-Meisterschaften. Titelanwärterin Barbara Petzold gewann Silber, Veronika Schmidt aus Zella-Mehlis Bronze.
Datum:Sonntag, 28. Dezember 1975
| Platz | Sportler             | Mannschaft                | Zeit (h) |
| ----- | -------------------- | ------------------------- | -------- |
| 1     | Sigrun Krause        | ASK Vorwärts Oberhof      | 1:13:46  |
| 2     | Barbara Petzold      | SC Traktor Oberwiesenthal | 1:14:20  |
| 3     | Veronika Schmidt     | SC Motor Zella-Mehlis     | 1:15:53  |
| 4     | Monika Debertshäuser | SC Motor Zella-Mehlis     | 1:18:54  |
| 5     | Marion Büchner       | SC Motor Zella-Mehlis     | 1:19:20  |
| 6     | Elvira Pechmann      | SC Dynamo Klingenthal     | 1:19:31  |
| 7     | Christel Meinel      | SC Dynamo Klingenthal     | 1:20:38  |
| 8     | Löffler              | ASK Vorwärts Oberhof      | 1:21:29  |

#### 4 × 5-km-Staffel
Gegen die mit zwei Olympiateilnehmerinnen gestartete Staffel aus Zella-Mehlis hatten die anderen Staffeln keine Chance. Die Oberwiesenthaler Staffel um Barbara Petzold startete dabei im Rennen mit den zwei hoffnungsvollen, erst fünfzehnjährigen Talenten Birgit Schreiber und Ute Nestler.
Datum: Sonntag, 22. Februar 1976
| Platz | Mannschaft                | Sportler                                                          | Zeit (h) |
| ----- | ------------------------- | ----------------------------------------------------------------- | -------- |
| 1     | SC Motor Zella-Mehlis     | Monika Debertshäuser Anett Siegel Marion Büchner Veronika Schmidt | 1:13:44  |
| 2     | SC Traktor Oberwiesenthal | Birgit Schreiber Ute Nestler Richter Barbara Petzold              | 1:15:06  |
| 3     | SC Dynamo Klingenthal     | Monika Hirscht S. Schreiber Sigrid Opitz Christel Meinel          | 1:15:55  |

## Nordische Kombination
Nach dem Springen auf der Marktiegelschanze deutete sich eine größere Überraschung an. Nicht der Olympiasieger von Innsbruck, Ulrich Wehling, sondern der Olympiadritte Konrad Winkler lag nach drei Sprungläufen vorn. Wehling belegte gar nur Rang vier mit 56 Sekunden Rückstand auf Winkler. Dennoch hieß der neue DDR-Meister wieder Ulrich Wehling. Allerdings trug auch ein Sturz Winklers bei Kilometer 9 tatkräftig dazu bei. Bis dahin hatte er erst 25 Sekunden an Wehling abgegeben. Winkler konnte einem vor ihm gestürzten Läufer nicht ausweichen und verlor so den Rest des Vorsprungs.
Datum: Sprunglauf Freitag, 20. Februar 1976; 15 km Sonnabend, 21. Februar 1976
| Platz | Sportler         | Mannschaft                | Punkte |
| ----- | ---------------- | ------------------------- | ------ |
| 1     | Ulrich Wehling   | SC Traktor Oberwiesenthal | 438,80 |
| 2     | Konrad Winkler   | SC Traktor Oberwiesenthal | 431,41 |
| 3     | Günther Deckert  | SC Dynamo Klingenthal     | 408,09 |
| 4     | Bernd Zimmermann | SC Dynamo Klingenthal     | 399,91 |
| 5     | Andreas Michlik  | SC Dynamo Klingenthal     | 389,80 |
| 6     | Klaus Edelmann   | SC Motor Zella-Mehlis     | 385,81 |

## Skispringen

### Normalschanze
30.000 Zuschauer erlebten auf der Marktiegelschanze einen spannenden Wettkampf. Nach dem ersten Durchgang lag etwas überraschend der aus der Nachbarschaft stammende Bernd Eckstein vom SC Motor Zella-Mehlis vorn. Er lag damit vor dem Olympiadritten von Innsbruck, Henry Glaß, und dem aktuellen Vierschanzentourneegewinner und Olympiazweiten Jochen Danneberg. Olympiasieger Hans-Georg Aschenbach lag gar nur auf Platz 8. Im zweiten Durchgang konnte Eckstein seine Leistung aber nicht wiederholen. Jochen Danneberg steigerte sich auf 93 Meter, was neuen Schanzenrekord und den Meistertitel bedeutete. Für Eckstein blieb Silber. Henry Glaß fiel noch auf den undankbaren vierten Platz zurück, während Falko Weißpflog sich mit zwei soliden Sprüngen noch Bronze sichern konnte. Hans-Georg Aschenbach schob sich noch auf den sechsten Platz vor.
Datum: Sonntag, 22. Februar 1976
| Platz | Sportler              | Mannschaft                | Punkte |
| ----- | --------------------- | ------------------------- | ------ |
| 1     | Jochen Danneberg      | ASK Vorwärts Oberhof      | 257,3  |
| 2     | Bernd Eckstein        | SC Motor Zella-Mehlis     | 251,6  |
| 3     | Falko Weißpflog       | SC Traktor Oberwiesenthal | 248,2  |
| 4     | Henry Glaß            | SC Dynamo Klingenthal     | 244,9  |
| 5     | Dietmar Aschenbach    | ASK Vorwärts Oberhof      | 241,9  |
| 6     | Hans-Georg Aschenbach | ASK Vorwärts Oberhof      | 230,3  |
| 7     | Ulrich Wehling        | SC Traktor Oberwiesenthal | 229,7  |

### Mannschaftssprunglauf von der Normalschanze
Den Mannschaftssprunglauf gewann mit großem Vorsprung der ASk Vorwärts Oberhof. Gegen die mit Olympiasieger Hans-Georg Aschenbach und Vierschanzentourneesieger Jochen Danneberg gestartete Mannschaft konnte die Konkurrenz nicht bestehen. In Ermangelung einer Großschanze in Lauscha wurde dieser zweite Sprungwettbewerb mit ins Programm aufgenommen.
Datum: Sonnabend, 21. Februar 1976
| Platz | Mannschaft            | Sportler                                                               | Punkte |
| ----- | --------------------- | ---------------------------------------------------------------------- | ------ |
| 1     | ASK Vorwärts Oberhof  | Martin Weber Dietmar Aschenbach Hans-Georg Aschenbach Jochen Danneberg | 729,8  |
| 2     | SC Dynamo Klingenthal |                                                                        | 686,5  |
| 3     | SC Motor Zella-Mehlis |                                                                        | 660,3  |

### Großschanze
Bereits Ende Januar, zwischen Vierschanzentournee und Olympischen Spielen, wurde das Meisterschaftsspringen von der Großschanze im Oberhofer Kanzlersgrund absolviert. Da Lauscha kein Großschanze aufwies, hatten die Sportfunktionäre sich für diese Lösung entschieden. Gleichzeitig war dieses Springen die letzte Gelegenheit, die zwei noch offenen Olympiastartplätze neben H.-G. Aschenbach, Danneberg und Eckstein zu besetzen. Es entwickelte sich ein dramatisches Springen, das durch Stürze, einen neuen Schanzenrekord und einen überraschenden Ausgang geprägt war. 37 Springer gingen vor über 10.000 Zuschauern an den Start. Die anfangs schnelle Spur wurde durch einsetzenden Schneefall plötzlich stumpf, Unterbrechungen, drei Verkürzungen der Anlauflänge waren die Folge. Nach dem ersten Durchgang führte Jochen Danneberg, der mit 119 m den vorher sieben Jahre alten Schanzenrekord gleich um drei Meter verbesserte. Dahinter lagen Hans-Georg Aschenbach und Bernd Eckstein. Henry Glaß und Dietmar Aschenbach konnten ihre Sprünge von jeweils 117 m nicht stehen. Im zweiten Durchgang stürzte Danneberg bei 118 m, dennoch reichte es für Silber. Dadurch genügte für Hans-Georg Aschenbach die eher durchschnittliche Weite von 95,5 m im zweiten Durchgang nach 114 m im ersten Durchgang, um Meister zu werden. Bernd Eckstein konnte sich nicht steigern, ihm blieb Bronze. Im Anschluss an das Springen wurden Henry Glaß und Hans-Georg Aschenbach für die Olympischen Spiele nominiert.
Datum: Sonntag, 25. Januar 1976
| Platz | Sportler              | Mannschaft                | Punkte |
| ----- | --------------------- | ------------------------- | ------ |
| 1     | Hans-Georg Aschenbach | ASK Vorwärts Oberhof      | 244,5  |
| 2     | Jochen Danneberg      | ASK Vorwärts Oberhof      | 240,0  |
| 3     | Bernd Eckstein        | SC Motor Zella-Mehlis     | 234,0  |
| 4     | Dietrich Kampf        | SC Traktor Oberwiesenthal | 224,5  |
| 5     | Henry Glaß            | SC Dynamo Klingenthal     | 221,0  |
| 6     | Rainer Schmidt        | SC Motor Zella-Mehlis     | 216,0  |
| 7     | Dietmar Aschenbach    | ASK Vorwärts Oberhof      | 212,0  |
| 8     | Heinz Wosipiwo        | SC Dynamo Klingenthal     | 200,5  |
| 9     | Falko Weißpflog       | SC Traktor Oberwiesenthal | 199,0  |
| 10    | Harald Duschek        | SC Motor Zella-Mehlis     | 198,0  |

## Medaillenspiegel
Bei den 12 Entscheidungen konnte alle Klubs fast gleich viele Medaillen holen. Beste Athletin war Veronika Schmidt aus Zella-Mehlis, die 3 Meistertitel holte.
| Medaillenspiegel (nach allen 12 Wettbewerben) | Medaillenspiegel (nach allen 12 Wettbewerben) | Medaillenspiegel (nach allen 12 Wettbewerben) | Medaillenspiegel (nach allen 12 Wettbewerben) | Medaillenspiegel (nach allen 12 Wettbewerben) | Medaillenspiegel (nach allen 12 Wettbewerben) |
| Platz                                         | Mannschaft                                    | Gold                                          | Silber                                        | Bronze                                        | Gesamt                                        |
| --------------------------------------------- | --------------------------------------------- | --------------------------------------------- | --------------------------------------------- | --------------------------------------------- | --------------------------------------------- |
| 1                                             | SC Dynamo Klingenthal                         | 4                                             | 4                                             | 2                                             | 10                                            |
| 2                                             | ASK Oberhof                                   | 4                                             | 2                                             | 4                                             | 10                                            |
| 3                                             | SC Motor Zella-Mehlis                         | 3                                             | 1                                             | 4                                             | 8                                             |
| 4                                             | SC Traktor Oberwiesenthal                     | 1                                             | 5                                             | 2                                             | 8                                             |